# Nuthe-Urstromtal
Nuthe-Urstromtal là một đô thị thuộc huyện Teltow-Fläming, bang Brandenburg, Đức. Đô thị Nuthe-Urstromtal có diện tích 337,69 km², dân số thời điểm 31 tháng 12 năm 2006 là 7096 người. 